# Jean Decuseară
Jean Decuseară (n. 5 septembrie 1938, Aliceni, Buzău - d. 28 aprilie 2023, Râmnicu Vâlcea) a fost un deputat român în legislatura 1996-2000, ales în județul Vâlcea pe listele partidului PNL. În cadrul activității sale parlamentare, Jean Decuseară a fost membru în grupurile parlamentare de prietenie cu Macedonia, Republica Finlanda și Republica Armenia.